# Verwijsindex Risicojongeren
De verwijsindex risicojongeren (VIR) is in Nederland een landelijk informatiesysteem dat in 2010 door de rijksoverheid is ingevoerd met de bedoeling hulpverleners binnen verschillende organisaties van jeugdzorg op de hoogte te brengen van elkaars betrokkenheid bij een individuele jongere.

## Geschiedenis
Op lokaal en later ook nationaal niveau werd vanaf eind jaren 1990 geconstateerd dat veel professionals een onvolledig beeld hadden van de jongeren met wie zij werkten. Informatie over (mogelijke) psychosociale problemen was verspreid over verschillende organisaties en disciplines, waardoor diagnoses en interventies uitbleven of onvolledig en ineffectief waren. Enkele incidenten met door hun ouders vermoorde kinderen, waaronder Géssica Gomes (het 'Maasmeisje') en de peuter Savanna, leiden tot maatschappelijke verontwaardiging en brachten een proces om er voor te zorgen dat er minder langs elkaar heen werd gewerkt tot ontwikkeling.
In 1998 startte de gemeente Rotterdam als eerste in Nederland met de invoering van een risicosignaleringssysteem, dat anno 2017 nog steeds actief is onder de naam 'SamenwerkingsInstrument Sluitende Aanpak' (SISA). Ook in de gemeente Almere (ESAR) en in de regio Midden-Holland (SOS) werd voor 2010 al enige tijd informatie uitgewisseld. Deze lokale initiatieven zijn gevolgd door de ontwikkeling van een landelijk systeem; de 'verwijsindex risicojongeren'. Per 1 augustus 2010 is elke Nederlandse gemeente verplicht om afspraken te maken met organisaties in de domeinen veiligheid (politie en justitie), werk en inkomen, onderwijs en zorg om zich aan te sluiten bij de landelijke verwijsindex. De verwijsindex is opgenomen in de Jeugdwet, die per 1 januari 2015 van kracht is. De verwijsindex wordt beschreven in artikel 7.1.2. De verwijsindex is enerzijds een aanvulling op lokale initiatieven, zodat informatie niet verloren gaat bij verhuizing van de jongere. Anderzijds maakt de verwijsindex het mogelijk dat informatie wordt uitgewisseld in plaatsen waar nog geen lokale of regionale verwijsindex bestaat.

## Werking
Elke organisatie die is aangesloten op de verwijsindex heeft afspraken gemaakt met de gemeente over de meldcriteria. Als een jongere met wie zij een relatie hebben hieraan voldoet, kan een professional een melding doen in de verwijsindex. Het gaat hier om een meldrecht en niet om een plicht. De gegevens die worden opgenomen bij het afgeven van een signaal zijn de contactgegevens van de hulpverlener en zijn organisatie, het burgerservicenummer van de jongere, de datum van de melding en de periode van geldigheid. Dit laatste kan door de melder worden gekozen, met een maximum van twee jaar.
De doelgroep waarvoor de verwijsindex in gebruik is zijn jongeren van nul tot 23 jaar. Als twee of meer meldingen zijn gedaan over dezelfde jongere, bericht de verwijsindex de melders van deze zogeheten match en worden de contactgegevens van alle melders verstrekt. Vervolgens wordt van de professionals verwacht dat zij contact met elkaar opnemen. Over deze opvolging zijn eveneens afspraken gemaakt tussen de verschillende meldende organisaties, waarbij de gemeente samenwerking kan afdwingen.
Signalen kunnen op twee manieren in de verwijsindex worden opgenomen: 
1. Allereerst kan de hulpverlener direct melden via een webinterface.
2. Ten tweede kan er een automatische koppeling bestaan tussen al bestaande informatiesystemen bij meldende organisaties, zoals Veilig Thuis (myneva) of de WIJ-teams van de Gemeente Groningen (WIZportaal).

De lokale verwijsindexen zijn verbonden met de landelijke VIR. Er zijn vier verschillende 'smaken' lokale verwijsindexen: MULTIsignaal, die in de meeste regio's in Nederland wordt gebruikt, Zorg voor Jeugd, VIS2 (alleen in Overijssel) en de nieuwste lokale verwijsindex is MO-platform, waarmee in Zuid-Holland Zuid wordt gewerkt. Op onderstaande website is in kaart gebracht in welke gemeente welke lokale verwijsindex actief is.

## Privacy
De Algemene verordening gegevensbescherming (AVG) stelt eisen en grenzen aan de uitwisseling van persoonsgegevens om de privacy van de betrokkenen te waarborgen. Als er geen expliciete juridische basis die informatie-uitwisseling legitimeert, is toestemming van de jongere zelf nodig. Onder de leeftijd van zestien jaar moet deze toestemming door de ouders worden afgegeven. Aparte wetgeving voor de verwijsindex, die professionals een meldrecht geeft los van de wensen van de ouders of de jongere, is opgenomen in de huidige Jeugdwet. Binnen de verwijsindex wordt geen inhoudelijke informatie over jongeren uitgewisseld. De index is geclassificeerd in risicoklasse twee (verhoogd risico) volgens de definities van de Autoriteit Persoonsgegevens.

## Elektronisch Kinddossier
Een ontwikkeling die vaak in verband wordt gebracht met de verwijsindex is het Elektronisch Kinddossier (EKD). Het doel daarvan is het digitaliseren van de medische dossiers van de jeugdgezondheidszorg. Er is geen koppeling met de verwijsindex in gerealiseerd, al is die optie door het programmaministerie voor Jeugd en Gezin wel onderzocht.